# 副博士学位

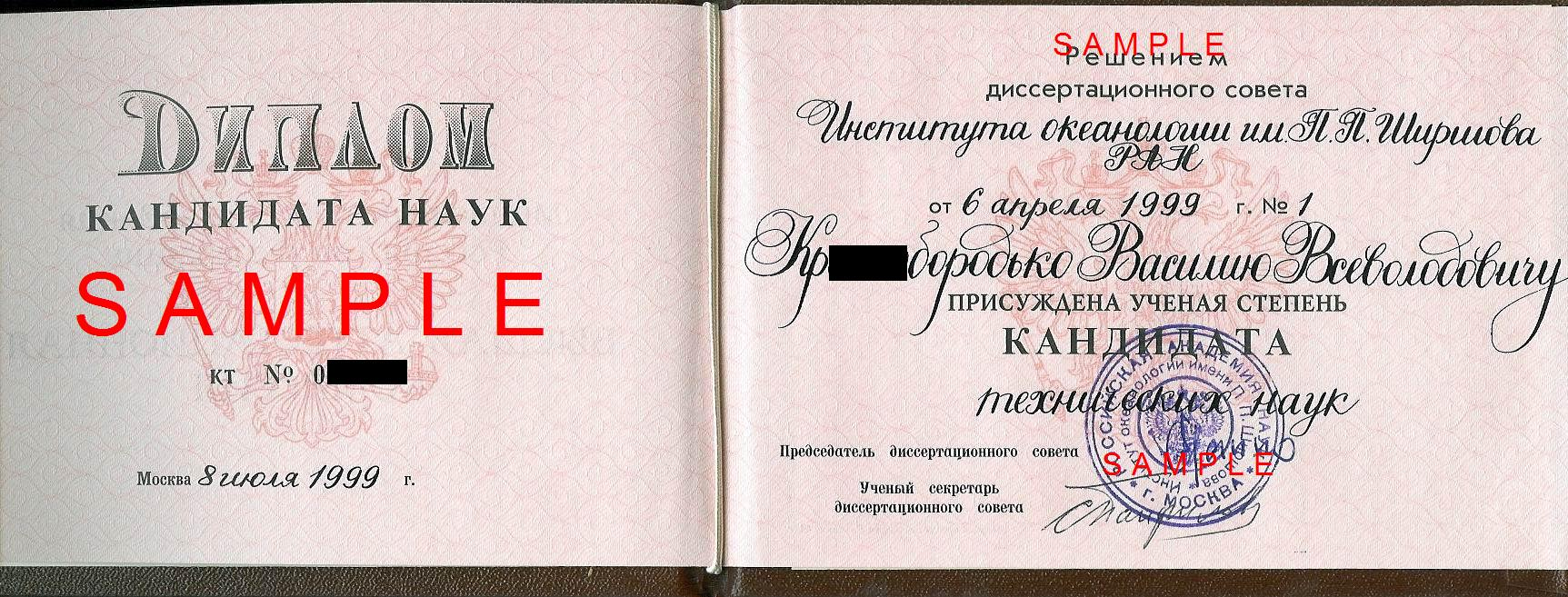
1999年的俄羅斯副博士學位證書範本。

副博士學位（烏克蘭語；拉丁化：Kandidat Nauk），在前蘇聯、今俄羅斯、烏克蘭、白俄羅斯、哈薩克、北朝鮮等俄式學制歐亞國家是一種授予研究生的學位，級別高於碩士學位，低於俄式學制的全博士學位。在取得副博士學位後，研究生才能夠修讀全博士。
要修讀副博士必須先完成4年的大學本科專業教育和2年的硕士研究生專業教育（或者是直接完成5年的大學專業教育获得俄式學制的专家学位），再經過數年研究生階段的學習（一般为3年），通過專業、外語、哲學（含文史等各門社會科學）的資格考試，最終提出論文，並通過口頭答辯，才能得到學位。
联合国教科文组织在国际教育统计中，把副博士学位等同于PhD。
根據中華人民共和國國家教育委員會（今中華人民共和國教育部）1990年10月《國家教委、人事部關於獲得蘇聯、東歐國家副博士學位人員回國後待遇的通知》：「獲得蘇聯及東歐國家副博士學位人員回國工作後，評聘專業技術職務的任職條件，與國内獲得博士學位人員相同」，也就是說：在中華人民共和國，副博士學位（俄制）學位被認定相當國內大學或歐美日各國大學授予的博士學位。
依中華民國教育部2000年12月7日臺（89）審字第89155812號函示：「大學畢業後修業3年，或碩士畢業後修業2年，取得俄國Kandidat Nauk學位文憑者，可直接採認等同我國博士學位送審助理教授資格。」，也就是說：在臺灣，這個學位視同歐美日各國和臺灣本土大學所授的博士學位。
新西兰政府规定，副博士学位获得者申请移民新西兰的列入最高的第10级（Level 10, a.k.a. Doctors Level）。

## 历史
1934年1月13日，苏联人民委员会正式决定开始实施副博士学位。到1971年，已经授予了249,200名副博士。
1953年，捷克斯洛伐克开始实施副博士学位。天鹅绒分离后，捷克、斯洛伐克分别于1998年、1996年废除了副博士学位。

### 中华人民共和国的副博士
中华人民共和国成立后，曾仿效苏联制度，设立副博士学位，但很快废止。首先确立研究生培养制度的中国科学院在1955年制定了《中国科学院研究生暂行条例》，8月5日获国务院通过，8月31日正式实施。
1955年9月18日，中国科学院研究生招生委员会在各大报刊刊登招生启事。当年拟招收50名副博士研究生，实际招入65人。1956年，中国共产党号召“向科学进军”，为此各重点高等院校招收了一批四年制的研究生，称“副博士研究生”。1956年7月11日，中华人民共和国高等教育部发布了《1956年高等学校招收副博士研究生暂行办法》，北京大学、清华大学等重点高校成为第一批招收副博士研究生的学校。据报道，当年招收的副博士研究生为1015人。
1957年3月25日，高等教育部发布《高等教育部关于研究生的名称问题的通知》，文件称，为避免误会，经国务院批准，不再将四年制研究生冠以副博士称号。文件解释说，1956年招收研究生时，国家尚未公布学位条例，为将四年制研究生与二、三年制的教师进修的研究生区分开来，依据《中国科学院研究生暂行条例》暂时把四年制研究生称为副博士，这只是为了说明四年学习之后学生一般应该达到副博士的水平。
1956年4月24日，高等教育部颁发《关于1956年进行副博士学位论文答辩的暂行规定》。根据此规定，同济大学等高校的应届研究生毕业生进行了论文答辩，通过答辩者可获得副博士学位。然而，由于发布规定时距离毕业不到3个月，大多数学生没有通过答辩，只有极少数的学生拿到了副博士学位。1961年至1964年，相关方面起草了《中华人民共和国学位授予条例》。条例中规定了博士、副博士两级学位。尽管经过多轮修改、上报，条例仍无法获批，最终被打成“资产阶级法权”而搁置。
1980年制定的《中华人民共和国学位条例》中，设学士、硕士、博士学位，不设副博士。